# Вальков, Шимон
Шимон Вальков (пол. Szymon Walków; род. 22 сентября 1995, Вроцлав) — польский теннисист. Финалист одного турнира ATP в парном разряде; и победитель одиннадцати турниров ATP Challenger в парном разряде.

## Общая информация
Родился 22 сентября 1995 года во Вроцлаве, в Польше.

## Спортивная карьера
В 2016—2022 годах стал победителем одиннадцати турниров ATP серии «челленджер» и двенадцати турниров ITF серии «фьючерс» в парном разряде.
И в 2018 году стал победителем ещё одного турнира ITF серии «фьючерс» в одиночном разряде.

### 2021—2022
В конце июля 2021 года вместе с соотечественником Яном Зелиньским стал финалистом парного турнира категории ATP 250 Suisse Open Gstaad в Гштаде (Швейцария), где они в финале проиграли швейцарской паре Марк-Андреа Хюслер и Доминик Штрикер со счётом 1-6, 6-7(7-9).
В ноябре 2022 года вместе с ямайским теннисистом Дастином Брауном стал финалистом парного турнира категории ATP Challenger Open International de Tennis de Roanne в Роане (Франция), где они в финале проиграли французской паре Садио Думбия и Фабьен Ребуль со счётом 6-7(5-7), 4-6.